# کردیتو ایتالیانو
کردیتو ایتالیانو (انگلیسی: Credito Italiano) شرکت خدمات مالی ایتالیایی است، که در سال ۱۸۷۰ تأسیس شد و هم‌اکنون زیرمجموعه‌ای از بانک یونی‌کردیت می‌باشد.